# Alma Kuc
Alma Alexandra Kuc (Toronto, 21 de setembro de 1998) é uma ginasta polonesa, naturalizada norte-americana, nascida no Canadá. É irmã do ator Thomas Kuc.

## Biografia e Carreira
Alma é ginasta pela Equipe Olímpica Nacional Polonesa que competiu em vários campeonatos regionais e estaduais a partir de 2012. Ela se tornou membro da Equipe Nacional da Polônia depois de ir ao país com sua família todo verão. Como não era cidadã dos  EUA enquanto vivia no país, sentia que havia menos competição para entrar nos Jogos Olímpicos competindo pela Polônia.
Alma nasceu no Canadá e cresceu na Argentina, Brasil, Missouri e Califórnia.
É irmã mais velha do ator Thomas Kuc, que também é ginasta.
Participou nos Campeonatos Europeus de Ginástica Artística Feminina 2014 e nos Campeonatos Mundiais de Ginástica Artística de 2014, bem como nos Campeonatos Mundiais de Ginástica Artística de 2015 em Glasgow, na Escócia.